# Paul Janssen
Paul Adriaan Jan Baron Janssen (Turnhout, 12 settembre 1926 – Roma, 11 novembre 2003) è stato un medico, imprenditore e ricercatore belga fondatore della Janssen Pharmaceutica.

## Biografia
Paul Janssen era figlio di Constant Janssen e Margriet Fleerackers. Frequentò la scuola secondaria al collegio gesuita St Jozef di Turnhout, quindi decise di seguire le orme del padre e diventare medico. Durante la seconda guerra mondiale, Janssen studiò fisica, biologia e chimica alle Facultés universitaires Notre-Dame de la Paix (FUNDP) di Namur. In seguito studiò medicina all'Università Cattolica di Lovanio e all'Università di Gand dove, nel 1951, si laureò magna cum laude. Ha anche conseguito una laurea post-dottorato in farmacologia presso la stessa università nel 1956 e ha studiato presso l'Istituto di Farmacologia dell'Università di Colonia.
L'11 febbraio 1958 sviluppò l'aloperidolo, un farmaco che segnò un passo avanti nel trattamento della schizofrenia. Insieme al suo team, sviluppò la famiglia di farmaci chiamati fentanil e una serie di agenti anestetici, tra cui il droperidolo ed etomidato. Sviluppò anche il difenossilato (Lomotil), uno dei farmaci antidiarrea utilizzati nel programma Apollo. 
Nel 1995, insieme a Paul Lewi, fondò il Center for Molecular Design, dove lui e il suo team utilizzarono un supercomputer per cercare molecole per potenziali trattamenti contro l'AIDS.
Morì a Roma nel 2003, mentre partecipava alla celebrazione del 400º anniversario della fondazione della Accademia Pontificia delle Scienze di cui era membro dal 1990.

## Vita privata
Era sposato dal 16 aprile 1957 con Dora Arts.